# Natanael Arén
Hugo Natanael Arén, född 24 mars 1871 i Norrköping, död 27 oktober 1906 i Sagar, Madhya Pradesh, Indien, var en svensk präst och missionär.

## Biografi
Natanael Arén var son till skräddarmästare Anders Peter Andersson (1838–1925) och Fredrika Persdotter (1840–1916). Han hade fem syskon – Petrus Emanuel Arén (1868–1952), Johannes Zacharias Andersson (1873–1878), Josef Filippus Andersson (1875–1878), Ester Fredrika Andersson (1877–1900) och Johannes Filippus Arén (1880–1968).
Under konfirmationstiden började han tänka på "hedningarna" med »en kärlek som tänts vid den himmelska härden». Och redan då hörde han kallelsen att bli missionär. Efter att ha arbetat i sju år i en snickeriverkstad fick han på allvar ta itu med förberedelsen för missionärskallet. 1893 vann han inträde vid Johannelunds missionsinstitut, prästvigdes i Linköping den 9 maj 1898 och utsändes samma år av Evangeliska Fosterlandsstiftelsen (EFS) som missionär till centrala Indien. Han blev först placerad i Chicholi i delstaten Maharashtra, som då var en isolerad djungelstation, där han hade mest med gonderna att göra. Det sista året förflyttades han till Sagar i delstaten Madhya Pradesh, där han kom i beröring med lärda hinduer.
Han gifte sig i Indien med Lavinia Kristiansson (1861–1934) den 22 januari 1900 och deras tre barn föddes alla i Indien - Waldemar Natanael (f. i Chicholi, 1900–1964), Alf Einar (f. i Betul, 1905–1939) och Gunborg Lavinia (f. i Sagar, 1906–1915).
Den fridsälle och vänsälle Arén var högt aktad och älskad av sina kamrater på fältet. Han avled i Sagar den 27 oktober 1906, endast 35 år gammal. Det sista meddelande missionsvännerna hade från honom var en lång utförlig årsberättelse, införd i EFS:s tidskrift Missions-Tidning strax före hans död, där han skrev bland annat: »Äro ock de många, som äro likgiltiga inför sina medvandrare på livets allfarsväg, så äro dock icke de det, som själva funnit förlossning i Kristi blod och som därför med, en kärlek tänd vid den himmelska härden tänka på dem som återlösts av Herren Jesus».

## Etnografika
Under sin tid i Indien insamlade Arén drygt 250 etnografiska föremål – på egen hand drygt 100 föremål (bland annat mynt, rökpipor, träfigurer och örter) och tillsammans med missionären Josef Ekstrand (1879-1908) drygt 150 föremål (bland annat smycken, verktyg av olika slag, dryckeskärl, en bomullsreningsapparat och en barnmössa). Bägge samlingarna skänktes av Etnografiska Missionsutställningens Mecenater till Etnografiska museet i Stockholm.

Ljusstake från Indien, "Batti-dan", insamlad av Natanael Arén och Josef Ekstrand, ur Etnografiska museets samlingar.

## Publikationer
- Bland hinduer och gonder. Evangeliska Fosterlandsstiftelsen. 1901. Libris 1727791